# Ioan Hotea
Ioan Hotea (n. 1990, Baia Mare, România) este un tenor băimărean; a studiat la Academia de Muzică din București. Și-a făcut debutul la Royal Opera în sezonul 2016/17, înlocuindu-l pe Roberto Alagna în rolul Nemorino (L'Elisir d'Amore) .                                                                                                                                                                
În 2013 și-a făcut  debutul internațional ca "l'amante" în "Amelia al Ballo" de Menotti la Opéra de Monte Carlo.

## Roluri
- Tamino – Flautul fermecat (Die Zauberflöte) de Wolfgang Amadeus Mozart
- Don Ottavio – Don Giovanni de Wolfgang Amadeus Mozart
- Ferrando – Così fan tutte de Wolfgang Amadeus Mozart
- Nemorino, Duce de Mantua – Rigoletto de Giuseppe Verdi
- Alfredo Germont – Traviata de Giuseppe Verdi
- Il Duca di Mantova – Rigoletto de Giuseppe Verdi
- Cavalerul Des Grieux – Manon Lescaut de Giacomo Puccini
- Ernesto – Don Pasquale de Gaetano Donizetti (Zürich Opera, Stuttgart Staats Opern și Deutsche Oper am Rhein)
- Contele de Almaviva – Bărbierul din Sevilla de Gioacchino Rossini (Il barbiere di Siviglia) (Wien Staats Opern, Opéra National du Rhin, Greek National Opera, Chorégies d’Orange și în Stuttgart)
- Elvino – Somnambula (La sonnambula) de Vincenzo Bellini Frankfurt Opern
- Des Grieux – Manon Lescaut, la Greek National Opera
- Tebaldo – I Capuleti e i Montecchi, la Opéra de Paris
- Rinuccio – Gianni Schicchi de Giacomo Puccini, la Deutsche Opern am Rhein
- Dorvil – Scara de mătase (La scala di seta) de Gioachino Rossini for Opéra Royal de Wallonie[2].

În 2015 a câștigat Premiul I și Premiul Zarzuela (First Prize and Zarzuela Prize) în Operalia.

### În prezent
Din 2015 activează la Hessisches Staatstheater Wiesbaden ca membru al companiei.
El se întoarce în sezonul 2019/20 ca Ernesto (Don Pasquale). Între 2011 și 2013 a fost solist al Operei Naționale din București.

## Premii
- Victor Giuleanu (Premiul I),
- Concursul Operei Naționale din București (Premiul II),
- Hariclea Darclée (Marele Premiu)
- Operalia 2015 (First Prize and Zarzuela Prize)